# Супрун Сергій Андрійович
Супрун Сергій Андрійович (нар. 28 липня 1956, Скороходове) — український політик, обіймав посаду міського голови міста Комсомольськ Полтавської області у період з 2007 по 2015 роки.

## Біографія
Народився 28 липня 1956 року в селі Скороходове Чутівського району Полтавської області.
Вперше почав працювати шляховим робітником з серпня 1974 року на Чутівському шляховому управлінні № 24. З лютого 1975 року по листопад 1976 року займав посаду водія того ж підприємства. У 1982 році закінчив Полтавський інженерно-будівельний інститут, після чого переїхав до Комсомольська, де працював майстром, старшим майстром, головним інженером житлово-комунального відділу Полтавського гірничо-збагачувального комбінату.
З грудня 1990 року по липень 1994 року очолював Виробниче об'єднання підприємств житлово-комунального господарства міста Комсомольська. 
У 1994 році був обраний депутатом до Комсомольської міської ради. 
1994 року почав працювати першим заступником міського голови.
17 червня 2007 року на позачергових виборах обраний міським головою Комсомольська. 
Проходив стажування у США за програмою «Партнерство громад» Фундації «Україна-США» щодо обміну досвідом місцевого самоврядування, а також у Польщі по обміну досвідом з питань реформування житлово-комунального господарства.
У 2015 році склав повноваження міського голови Комсомольська.

## Особисте
Одружений, має сина та доньку.

## Нагороди та звання
За високі показники у роботі неодноразово нагороджувався Почесними грамотами Полтавської обласної державної адміністрації, Подякою та Почесною Грамотою Полтавської обласної ради. 
Згідно з Указом Президента України від 30.11.2009 року Супруну С.А. присвоєно Почесне звання «Заслужений працівник сфери послуг України».
У листопаді 2010 року обраний головою Полтавського регіонального відділення Асоціації міст України.